# حدور مغناطيسي
الحدور المغنطيسي أو الانحراف المغنطيسي هو الزاوية المتشكلة بين بين موقع الإبرة المغنطيسية والشمال الصحيح، أو الاتجاه الذي تتخذه البوصلة نحو الشمال حيث أن هناك قوة مغناطيسية في نواة الأرض تكون قطبين مغنطيسين شمال والجنوب. يُسمَّى الجهاز الذي يقيس هذه الزاوية المِحْدَار.

## تغير الحدور المغناطيسي

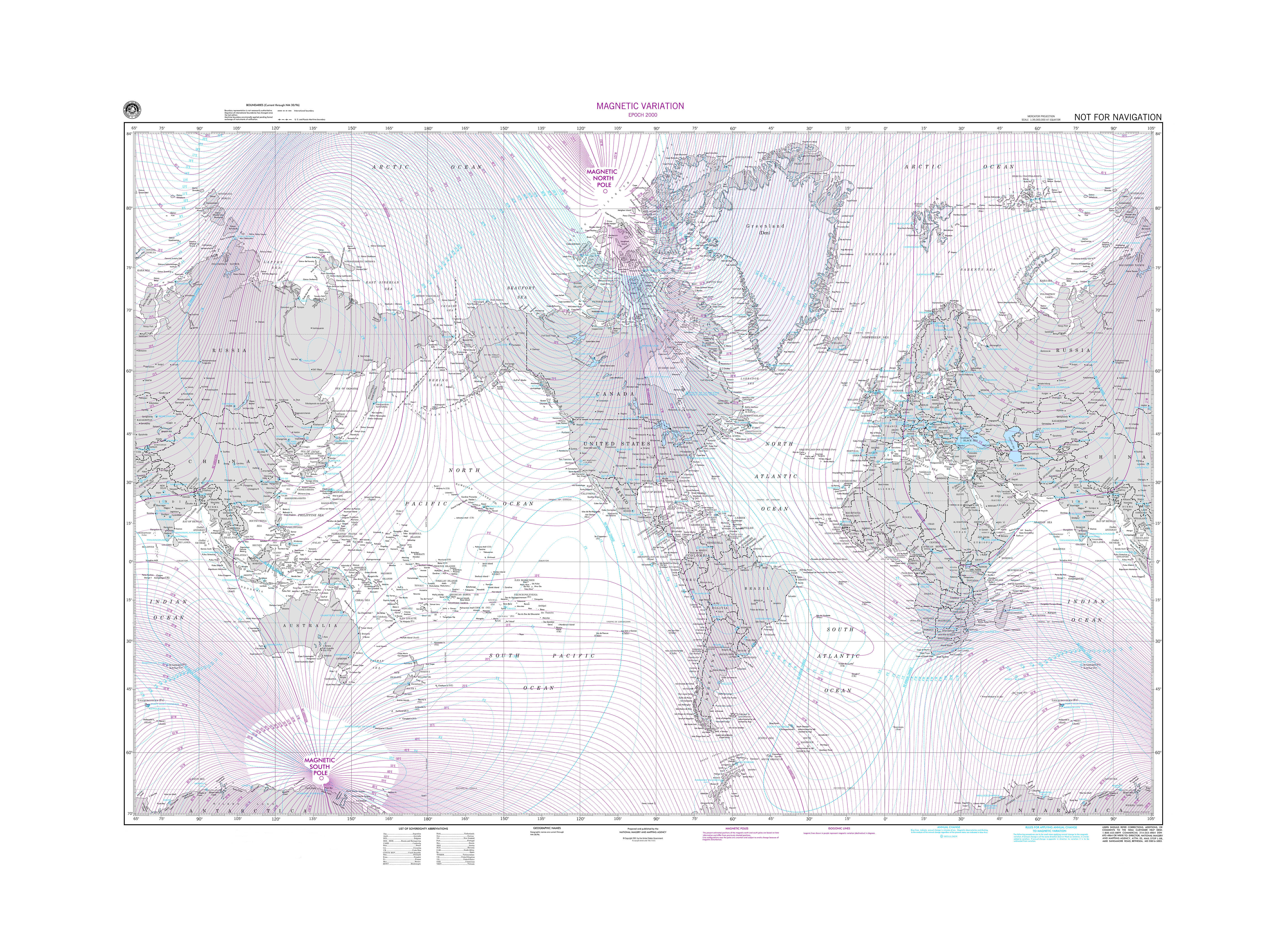
خارطة العالم تبين شكل خطوط الحقل المغنطيسي عليها.

محاكاة لما حدث من تغيرات في المجال المغنطيسي للأرض خلال الأربعة قرون ماضية

يتغير شكل واتجاه الحدور المغناطيسي من موقع لآخر على الكرة الأرضية وكذلك يتغير مع مرور الزمن لنفس الموقع بحدود 2.5 درجة كل بضع مئات من السنوات.
يعود سبب التغير في المجال المغنطيسي الأرضي مع الزمن إلى أسباب منها المعادن المذابة على أعماق 2800-5000 كيلومتر تحت الأرض وكذلك الأعمال المصطنعة بفعل الإنسان في استخراج المعادن والصخور البازلتية كما تم اكتشاف تسربات في المجال المغناطيسي على غلاف الأرض بفعل الرياح الشمسية.
منشأ المغناطيسية الأرضية يشكل نظريات معقدة أبرزها ما يسمى بنظرية الدينامو أو نظرية المولد التي تم تفسيرها حديثا على أساس النسبية الخاصة والتي تقترح بأن المجال المغنطيسي يمكن أن يكون محافظا ويشأ من تلقاء نفسه إذا توفرت كميات كبيرة من السوائل الحرارية الدوارة حول نواة الأرض.
من المعتقد أيضا أن المجال المغناطيسي للأرض ينعكس في المتوسط كل 300 ألف عام تقريبا.